# すべすべの秘法
『すべすべの秘法』（すべすべのひほう、英題：The Secret to My Silky Skin）は、2014年に製作された今泉浩一監督による日本映画。

## 解説
原作はタカサキケイイチ（現：たかさきけいいち）が2008年に「ウラゲキ vol.4（古川書房）」 に発表した短編漫画。ベルリンポルノ映画祭ディレクターのユルゲン・ブリューニンクからの提案を受け制作され、2013年10月に開催された同映画祭にて先行上映した。その後に加えたシーンなどを含むディレクターズ・カット版を2014年8月に香港で上映した。

## キャスト
- リョータ：馬嶋亮太
- イッセイ：本名一成
- カズヒロ：きたがわひろ
- ショータロー：藤丸ジン太
- カリスマビューティー主婦：ほたる
- リョータの父：赤岩保元
- リョータの母：伊藤清美

## 上映
- 2013年
  - 第8回ベルリンポルノ映画祭[2]
- 2014年
  - 8月17日 - 渋谷アップリンクにて上映[3]
- 2015年
  - 8月17日 - 渋谷アップリンクにてアンコール上映[4]